# Меллин, Аксель Густав
Аксель Густав Меллин (фин. Axel Gustaf Mellin; 2 июля 1775 — 19 марта 1856) — российский финляндский государственный деятель, действительный тайный советник (1852).

## Биография
Родился в 1775 году. Представитель дворянского рода Меллин, сын офицера шведской кавалерии. Получил юридическое образование, после чего с начала 1790-х годов работал в шведских апелляционных судах (гофгерихтах) в Або (совр. Турку) и Ваасе.
После присоединения Финляндии к России заседал в Сенате Великого княжества Финляндского; около четверти века занимал одну из ключевых сенатских должностей — вице-председателя Сената от судебного департамента. Его супруга (до замужества) и дочь были фрейлинами российских императриц.
Меллин имел ряд российских орденов вплоть до ордена Святого Александра Невского (1848). 
Владел загородной усадьбой, главный дом которой был построен по его желанию известным финским архитектором Карлом Людвигом Энгелем.
В 1852 году вышел в отставку с производством в действительные тайные советники.
Скончался в 1856 году в Гельсингфорсе (совр. Хельсинки).